# Колумбія
Колу́мбія (ісп. Colombia МФА: [koˈlombja] Коло́мб'я), офіційно Респу́бліка Колу́мбія — країна в Південній Америці, що межує з Панамою на північному заході, Венесуелою на сході і північному сході, Бразилією на південному сході, Перу і Еквадором на південному заході, з півночі та заходу омивається Карибським морем і Тихим океаном. Колумбія — єдина південноамериканська країна, що має вихід як до Атлантичного (через Карибське море), так і до Тихого океану.

## Географія, природа
Природні умови Колумбії дуже різноманітні. Західну частину країни, що становить приблизно 2/5 її площі, займає високогірна область Колумбійських Анд (г Крістобаль-Колон, 5800 м) з Прикарибською і Тихоокеанською низовинами. Інші 3/5 території на схід від Анд займають степи, або льянос, басейну Оріноко і дощові ліси, або сельва, басейну Амазонки. Східна частина країни — плоскогір'я, обрамоване Орінокською та Амазонською низовинами. Річкова мережа дуже густа, річки порожисті, головним чином дощового живлення. Головні річки: Магдалена з Каукою, Атрато (впадають у Карибське море), притоки Оріноко — Ґуав'яре і Мета, притоки Амазонки — Путумайо і Какета. З них тільки Магдалена придатна для судноплавства. Клімат екваторіальний та субекваторіальний.

## Історія
Історична хроніка: До приходу іспанців у 1499 році, територія Колумбії належала державам індіанців. 

1499 р. — іспанські конкистадори проникли на територію країни.

1533 р. — засновано іспанський порт Картахену. Встановлення в країні колоніального режиму.

1538 р. — м. Богота стала центром колонії, названої «Нова Гранада».

1542 — землі Колумбії ввійшли до складу віце-королівства Перу. 

1718 — землі Колумбії ввійшли до складу віце-королівства Велика Гранада. 

1810 р. — початок озброєної боротьби за незалежність під керівництвом Сімона Болівара.

1819 р. — розгром іспанських військ у битві при Бояке. Проголошення федеративної республіки Велика Колумбія.

1818–1830 — Симон Болівар проголошує незалежність Великої Колумбії. 

1830 р. — розпад федерації та утворення самостійних держав — Колумбії, Венесуели, Еквадору.

1832 — утворення незалежної республіки Нова Гранада. 

1851 р. — скасування рабства в країні.

1863 — Сполучені Штати Колумбії. 

1886 — унітарна республіка Колумбія. 

1903 р. — зі складу Колумбії вийшла республіка Панама.

1932–1934 рр. — безрезультатна війна з Перу.

1952 р. — пакт про військову допомогу з США.

1990-і рр. — війна уряду з наркобізнесом.

1996 р. — розгром калійського кокаїнового картелю.

XX—XXI століття — громадянська війна між урядом і повстанцями з ФАРК.
Повну незалежність від Іспанії Колумбія здобула в 1886 році. У 1949 році розпочалася громадянська війна, консерватори та ліберали створили Народний фронт. Віргіліо Барко Вагас був обраний главою держави в 1986 році, в 1989 він оголосив війну наркобізнесу. У 1991 році прийнято нову Конституцію, лідерів наркомафії було заарештовано.

## Населення
Чисельність населення — 47 846 160 осіб.

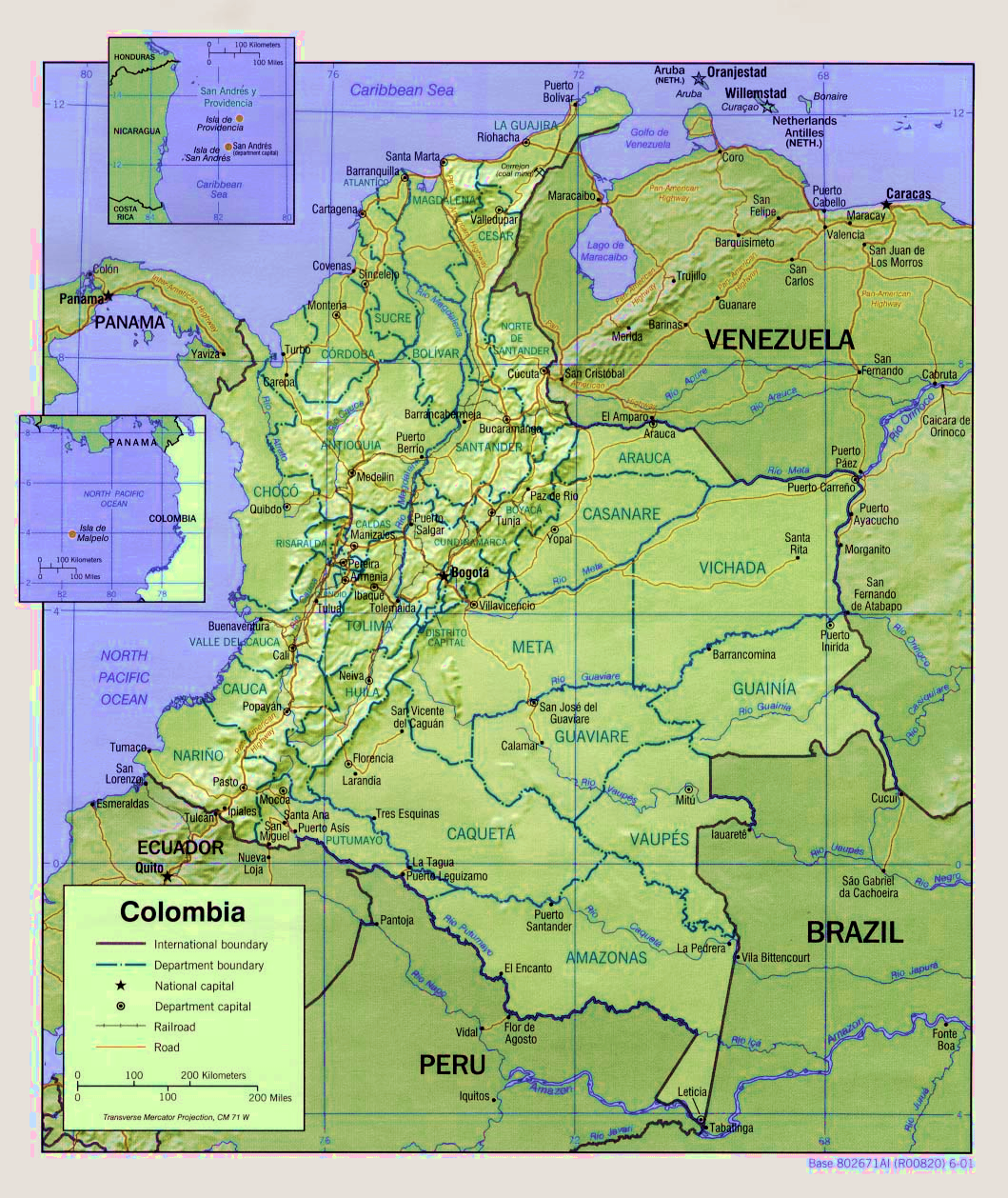
Мапа Колумбії

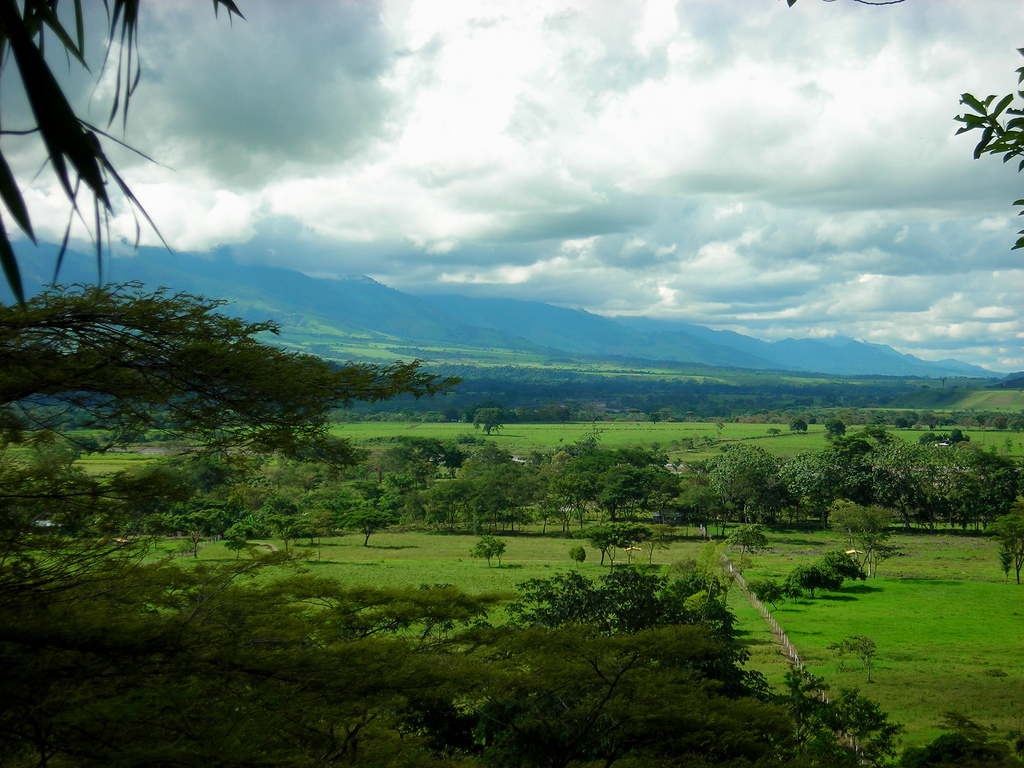
Лос Льянос. Колумбія

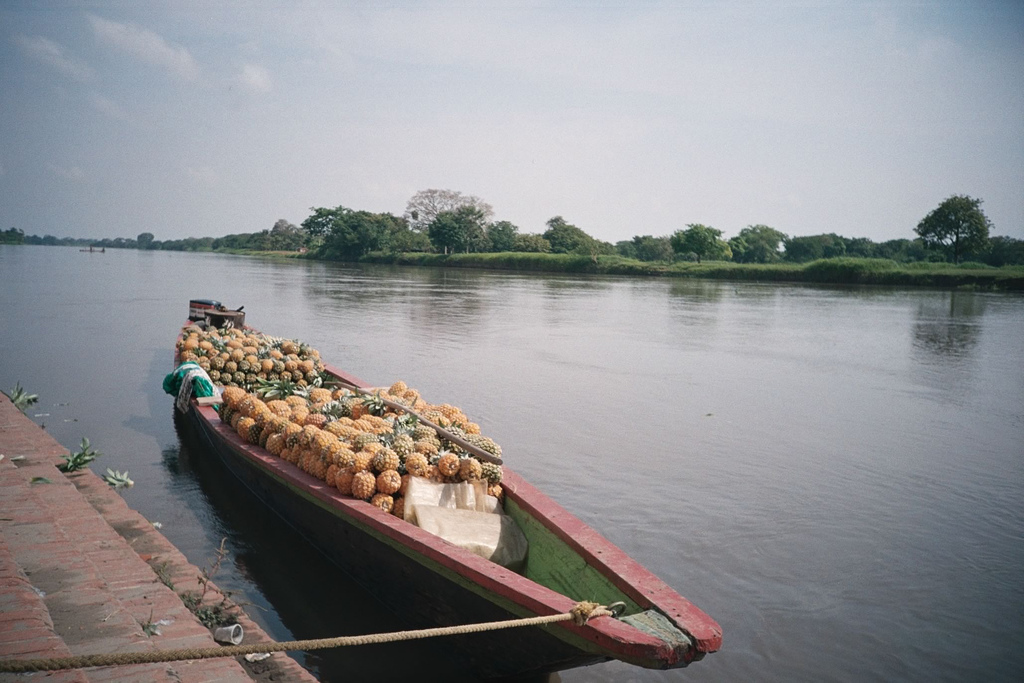
Річка Магдалена. Колумбія

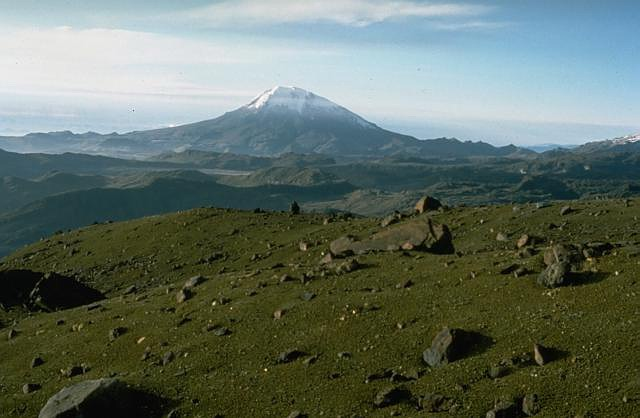
Вулкан Невадо-дель-Толіма. 5 200 м

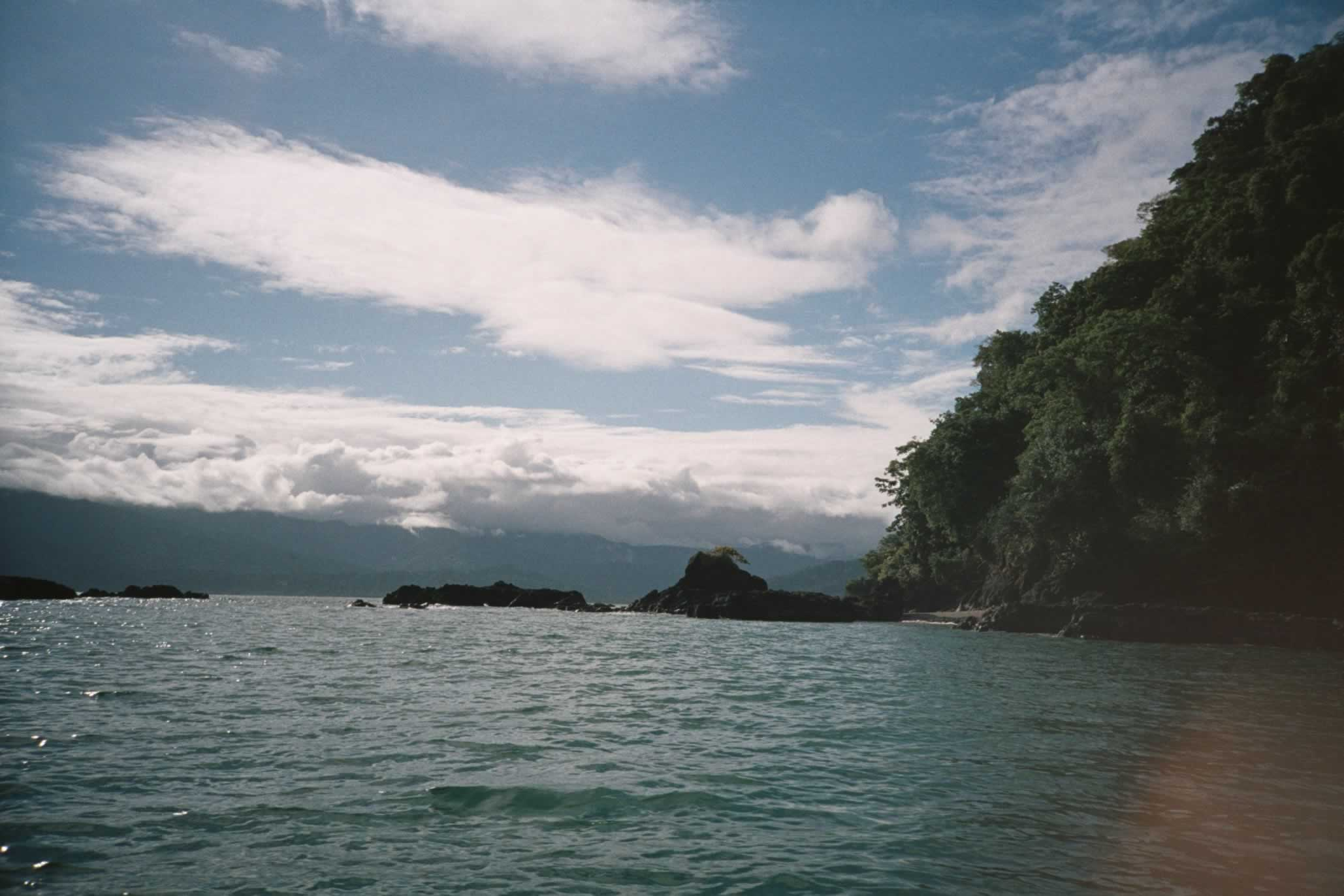
Колумбійське океанічне узбережжя

Щорічний приріст населення — 1,2 %.
Середня тривалість життя — 71 рік у чоловіків і 77,8 року у жінок.
Міське населення — 74 % (у 2008 році).
Грамотність — 90,4 % (за переписом 2005 року).
Расовий склад:
- метиси 48 %
- білі 39 %
- чорні 10,6 %
- індіанці 2,4 %

## Економіка
Є аграрно-індустріальною країною. Основні галузі промисловості: текстильна, харчова, нафтова, хімічна, цементна, гірнича. Транспорт: залізничний, автомобільний, морський, повітряний. Найбільші порти: Картахена, Барранкілья, Буенавентура, Тумако, Ковеньяс і Мамональ (останні два — нафтові). Обсяг повітряних перевезень вантажів наприкінці XX століття різко зріс і склав у 1996 близько 60 тис. тонн.
За даними Index of Economic Freedom, The Heritage Foundation, U.S.A (2001): ВВП — $ 97,5 млрд. Темп зростання ВВП — 0,6 %. ВВП на душу населення — $ 2392. Прямі закордонні інвестиції — $ 1,5 млрд. Імпорт — $ 18 млрд (головним чином США — 41,5 %, Венесуела — 10,0 %, Німеччина — 5,0 %, Японія — 4,3 %). Експорт — $ 15,2 млрд (головним чином США — 48,5 %, Венесуела — 7,9 %, Німеччина — 9,0 %, Італія — 6,0 %).
Обробна промисловість продовжує грати ключову роль в економіці Колумбії; на її частку припадає 19 % ВВП (дані на 1996 рік) і 16 % трудових ресурсів (за даними на 1990 рік). Велика частина обладнання і машин ввозиться з-за кордону. На початку 1990-х років продукція обробних галузей становила 20-30 % від обсягу експорту.

### Інфраструктура
Мережа доріг в Колумбії завдовжки приблизно 215000 км, з них 23000 км мають тверде покриття. Залізничний транспорт Колумбії призначений в основному для вантажних перевезень, а загальна протяжність залізничної мережі становить 1,700 км потенційно активних залізничних шляхів. Колумбія має 3960 кілометрів газопроводів, 4900 кілометрів нафтопроводів, і 2990 кілометрів трубопроводів для транспортування нафтопродуктів.

### Сільське господарство
26 % працездатного населення зайнято в сільському господарстві. 5 % земель використовується під посіви, 38 % — під випасання худоби. Найродючіші ґрунти знаходяться на плато і в деяких рівнинних регіонах. Колумбія — другий у світі виробник кави. Для гірських районів товарними культурами є бавовна і тютюн. У низинах розташовані плантації експортних культур — бананів, квітів і цукрової тростини. Для внутрішнього ринку вирощують рис, кукурудзу, картоплю і сорго. У тваринництві переважає розведення великої рогатої худоби, свинарство і вівчарство.
Протягом всієї своєї історії сільське господарство — головна стаття економіки країни. Колумбія самодостатня у власному забезпеченні всіма сільгосптоварами. Однак, оскільки велика частина країни має гористий рельєф, сільськогосподарські землі становлять приблизно тільки одну п'яту частину території країни, і лише невелика частина з них використовується під посіви. На великих територіях, де ґрунти менш родючі, практикується екстенсивне тваринництво. Робітники, зайняті у сільськогосподарському секторі, зосереджені головним чином у землеробських районах, при цьому триває освоєння нових земель. Саме сільське господарство здавна забезпечувало активний торговельний баланс в країні, надаючи значну перевагу експорту над імпортом.
Хоч частка придатних для обробки земель невелика, Колумбія все-таки має значні ресурси родючих земель, розташованих у найрізноманітніших кліматичних умовах. Завдяки цьому Колумбія не тільки експортує сільськогосподарську продукцію, але й повністю задовольняє власні потреби в харчових продуктах і сировині для наявної в країні розвиненої текстильної промисловості. У Південній Америці Колумбія займає друге місце за виробництвом сільськогосподарських продуктів.
Оброблювані землі розташовані у різних висотних поясах — від тропіків до холодного пояса на позначках вищих за 2000 м. На морському узбережжі та в долині річки Магдалена вирощується ряд комерційних культур — банани (колись — основна стаття колумбійського експорту), цукрова тростина, бавовник, рис, кукурудза, гвінейська олійна пальма; інші культури, такі як какао, боби, касава (юка) і різноманітні фрукти, вирощуються головним чином для внутрішнього споживання. Розташовані вище родючі долини річок у межах департаментів Каука і Толіма використовуються переважно для виробництва цукрової тростини та соєвих бобів (Каука), тютюну, рису і кави (Толіма); в обох районах є плантації бавовнику. Вище на схилах Анд вирощується кава особливих м'яких ароматних сортів, якими славиться Колумбія; в цій області з рівним помірним кліматом практично не буває ні заморозків, які періодично уражають кавові плантації Бразилії, ні сильних вітрів, від яких страждають деякі інші країни — виробники кави. За даними на початку 1990-х, обсяг виробництва кави в Колумбії становив близько 950 тис. тонн; за експортом кави країна знаходиться на другому місці у світі (після Бразилії), однак внаслідок зниження цін на світовому ринку частка кави у доходах від колумбійського експорту зменшилася до 1991 нижче за 20 %, тоді як десять років тому вона була близькою до 50 %.
У межах холодного поясу, зокрема в околицях Боготи та інших міст, розташованих у горах, можна вирощувати картоплю, боби, маїс, пшеницю, ячмінь та деякі фрукти. На плато неподалік Боготи вирощуються квіти, які протягом 1980-х років поступово зайняли одне з провідних місць у колумбійському експорті.

### Лісове господарство
Хоч значна частина території країни (за деякими оцінками — більш ніж половина) покрита лісами, у тому числі цінних порід, вартість цих ресурсів підвищується через їх важкодоступність, що пояснюється рельєфом країни, а також тим, що значна частина цінних порід знаходиться в Амазонці; таким чином частка цього сектора у ВВП не перевищує 1 %.

### Тваринництво
За даними 1989, поголів'я великої худоби оцінювалося приблизно у 25 млн голів або дещо менше. В інтервалі 1970–1988 у секторі тваринництва відзначалося стійке, хоч і не надто швидке зростання виробництва, що становило приблизно 2,8 % на рік; 60 % цього зростання припадає на велику рогату худобу. Темпи розвитку свинарства були помірними, а птахівництво, навпаки, розвивалося швидше. Тваринництвом, яке раніше було зосереджено у долинах річок і на північному узбережжі, зараз займаються і на східних рівнинах (льянос).

### Рибальство
Слабко розвинуте рибальство відіграє незначну роль у господарстві Колумбії; заходи щодо розвитку цієї галузі призвели до зростання обсягу виробництва, що становив 7,7 % у 1993 р.

### Гірничовидобувна галузь
Колумбія має великі запаси корисних копалин, зосереджених переважно у гірських районах Анд. В країні видобувають золото, срібло, платину, смарагди (90 % світового видобутку), кам'яне вугілля (12,5 млн тонн/року), нафту (19 млн тонн/року), природний газ. Знайдені родовища міді, ртуті, свинцю і марганцю.

## Мови

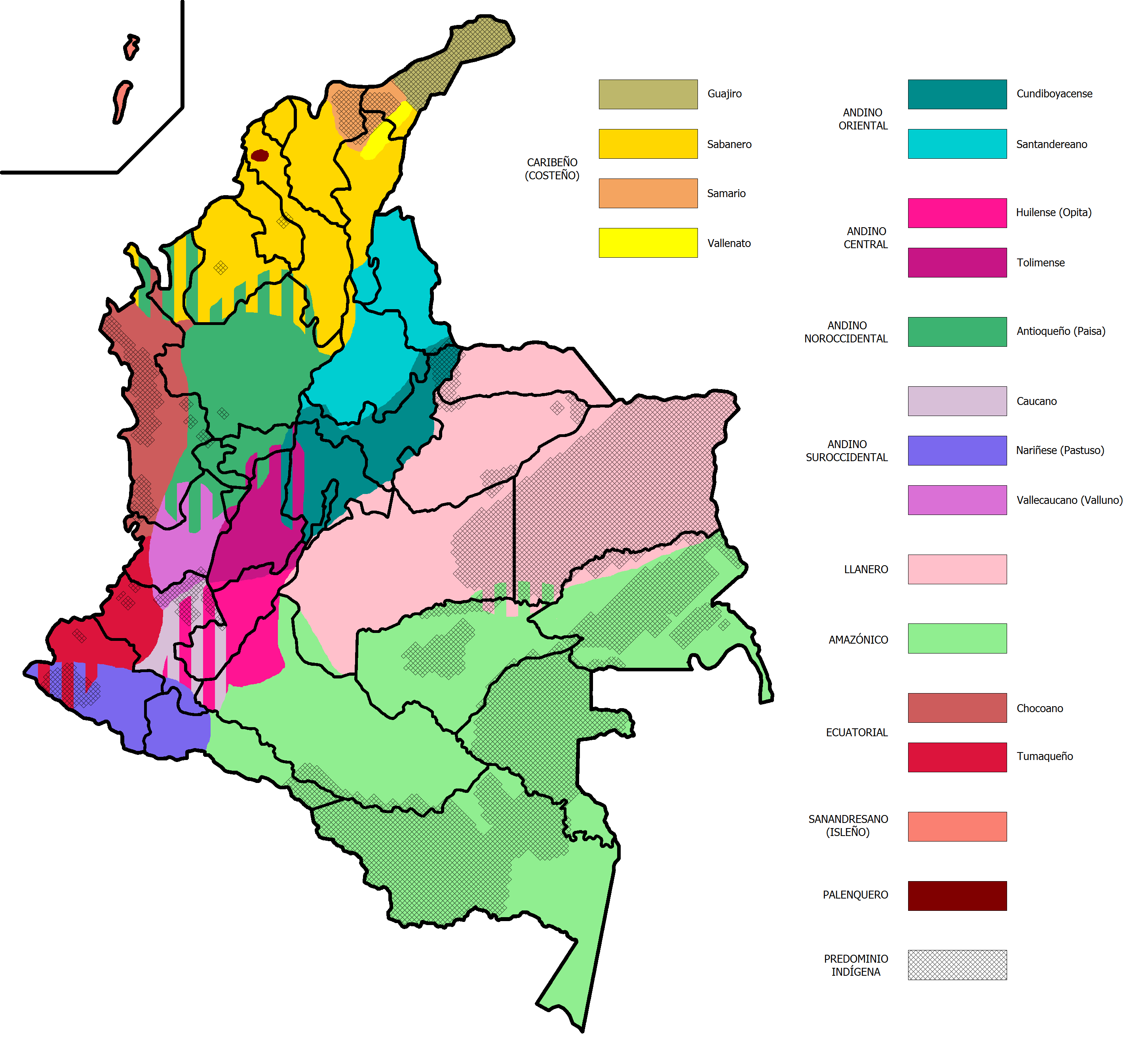
Діалекти іспанської в країні

Колумбія — друга найбільша за населенням країна світу, де іспанська мова є офіційною (після Мексики й перед Іспанією). У конституції вказано: «Кастильська мова є офіційною мовою Колумбії. Мови та діалекти етнічних груп є офіційними на їхніх територіях. Навчання в громадах з власними мовними традиціями є двомовним». Відповідно до перепису 2005 року, близько 99 % населення володіє іспанською. У Колумбії майже нема іммігрантів (0,3 % населення), тому іспанська мова загальнозрозуміла на всій території країни.
Існує 87 корінних народностей (1,4 млн осіб — 3,4 % населення), які розмовляють 64 мовами. Більшість корінного населення живе в сільській місцевості, часто це важкодоступні джунглі, савани та гори. За оцінкою, лише 20 % корінного населення розмовляє мовами рідних народів, решта перейшла на іспанську. Статус живих мов Колумбії за каталогом Ethnologue:
- 3 — лінгва франка у своїх регіонах: іспанська (вся країна), кубео (північний захід департаменту Ваупес) і тукано (південний схід департаменту Ваупес);
- 23 — розвиваються (найбільші: аруако, ваю (ґуахіро), воун-меу, гуамбіано або кононуко, ембера-чамі, епена, камса, мініканська вітотська, піапоко);
- 7 — міцні, енергійні барі, інґа (діалект кічуа), катіо, когі, нукак і тунебо), райсальська креольська англійська);
- 36 — під загрозою;
- 13 — майже мертві (до 50 носіїв, усі старшого віку, нема шансів на відновлення).

Серед мов:
- кічуа — північний варіант макромови кечуа, давньої мови імперії інків.
- жестова мова острова Провіденсія — жестова мова, рідна для людей із вродженими вадами слуху (дев'ятнадцять осіб станом на 1986 р.[4]) з острова Провіденсія. На острові вищий, ніж у світі, відсоток вродженої глухоти, більшість 5-тисячного населення розуміє місцеву жестову мову.
- паленкеро — мова афроколумбійців, нащадків колишніх рабів, які компактно мешкають у місті Сан-Базіліо-де-Паленке (департамент Болівар). У паленкеро потужний субстрат мов банту із впливом іспанської й, можливо, португальської. Кількість мовців оцінюють у 500 людей[5].
- райсальська креольська англійська або Сан-Андреська креольська виникла на основі англійської, має бл. 12 тисяч носіїв, які живуть на островах Сан-Андрес-і-Провіденсія в Карибському морі.

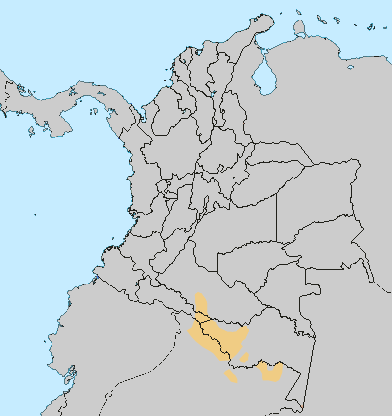
Бора-вітотські мови
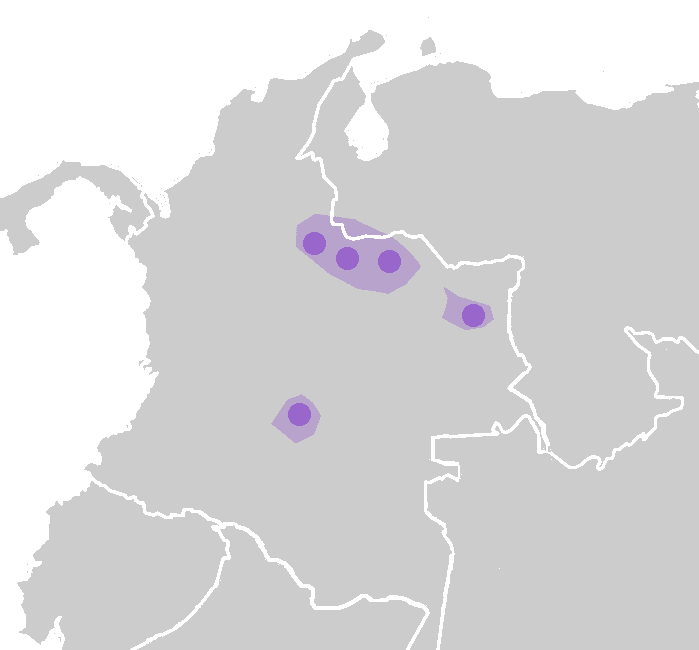
Ґуахібські мови
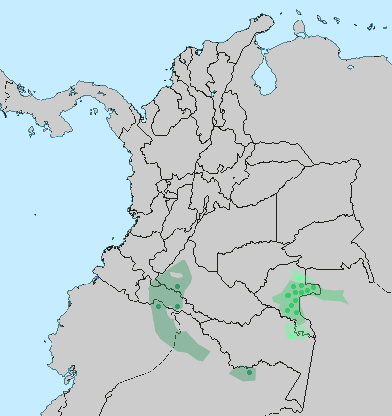
Туканські мови
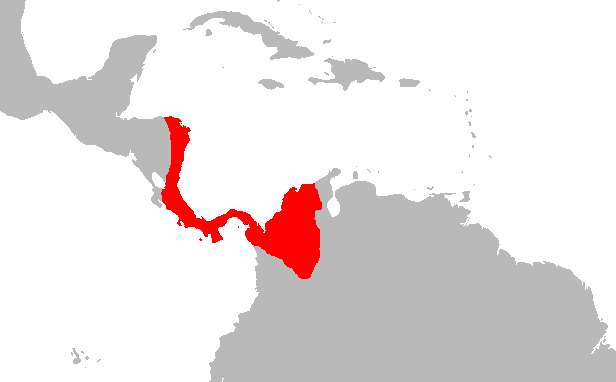
Мови чібчан
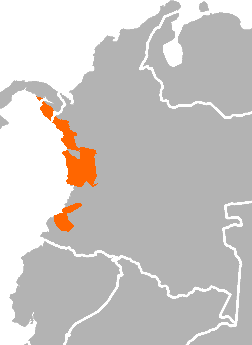
Чокоанські мови

## Політика
Більш ніж століття, політика Колумбії була монополізована двома політичними партіями: Ліберальною та Консервативною. Ліберальна партія була створена у 1848 році на засадах антиклерикалізму, федералізму та ліберального шляху ведення економіки. Консервативна (1849 р.) — відстоювала ідеї протекціонізму, централізованої влади та католицизму. Кульмінацією довготривалої боротьби між цими партіями стало створення Народного Фронту, який закріпив чергування влади між двома партіями, дозволяючи кожній бути при владі протягом чотирьох президентських термінів, також була виключена будь-яка можливість заснування інших партій чи політичних угрупувань, що могли отримати владу. Це стало вагомим поштовхом до зародження військового конфлікту всередині держави.
Після розпуску Народного фронту (1974 р.) традиційні політичні об'єднання почали фрагментуватися. Процес поділу партій продовжується з того часу і до сьогодні. Це підтверджується результатами останніх президентських виборів, проведених 28 травня 2006 року, на яких переміг Альваро Урібе з 62 % голосів, обраний на 2-й термін. (Починав свою кар'єру президент Урібе приєднавшись до партії лібералів, та балотувався на посаду президента країни, як незалежний кандидат у рамках свого новоствореного Руху «Спочатку Колумбія» з підтримкою вже Консервативної партії. Приділення великої уваги питанням національної безпеки та ліберальний тип ведення економіки поставили його у «крило правих» в сучасному політичному спектрі.) На другому місці з 22 % голосів був Карлос Ґавіріа, лідер Альтернативно-Демократичного Полюсу (Alternative Democratic Pole), новосформованого соціально-демократичного альянсу, який включає елементи формального руху М-19 (guerilla). Гораціо Сепра (представник ліберальної партії) досягнув 3-го місця з 12 % голосів. Також звернемо увагу на те, що на виборах до уряду, проведених раніше у тому ж році, дві традиційні партії зайняли тільки 93 місця у парламенті з 268 можливих.

### Партизанський рух
У Колумбії активно діє лівий партизанський рух (герілья). Починаючи з листопаду 2011 року його очолює Родріґо Лондоньйо-Ечеверрі.

## Адміністративний поділ

Колумбія — унітарна республіка, що поділяється на 32 департаменти (ісп. departamentos) і Столичний округ (Distrito Capital).
| №   | Департамент               | Адміністративний центр | Площа, \ км² | Населення, осіб (2005) | Густина, осіб/км² |
| --- | ------------------------- | ---------------------- | ------------ | ---------------------- | ----------------- |
| 1.  | Амасонас                  | Летісія                | 109 665      | 56 036                 | 0,51              |
| 2.  | Антіокія                  | Медельїн               | 63 612       | 5 671 689              | 89,16             |
| 3.  | Араука                    | Араука                 | 23 818       | 208 605                | 8,76              |
| 4.  | Атлантико                 | Барранкілья            | 3 388        | 2 112 128              | 623,41            |
| 5.  | Болівар                   | Картахена              | 25 978       | 1 860 445              | 71,62             |
| 6.  | Бояка                     | Тунха                  | 23 189       | 1 211 186              | 52,23             |
| 7.  | Кальдас                   | Манісалес              | 7 888        | 908 841                | 115,22            |
| 8.  | Какета                    | Флоренсія              | 88 965       | 404 896                | 4,55              |
| 9.  | Касанаре                  | Йопаль                 | 44 640       | 282 452                | 6,33              |
| 10. | Каука                     | Попаян                 | 29 308       | 1 244 886              | 42,48             |
| 11. | Сесар                     | Вальєдупар             | 22 905       | 879 914                | 38,42             |
| 12. | Чоко                      | Кібдо                  | 46 530       | 441 395                | 9,49              |
| 13. | Кордова                   | Монтерія               | 25 020       | 1 472 699              | 58,86             |
| 14. | Кундинамарка              | Богота                 | 22 653       | 2 228 478              | 98,37             |
| 15. | Ґуайнія                   | Інірида                | 72 238       | 43 314                 | 0,60              |
| 16. | Ґуав'яре                  | Сан-Хосе-дель-Ґуав'яре | 53 460       | 133 326                | 2,49              |
| 17. | Уїла                      | Нейва                  | 19 890       | 1 006 797              | 50,62             |
| 18. | Гуахіра                   | Ріоача                 | 20 848       | 623 250                | 29,89             |
| 19. | Маґдалена                 | Санта-Марта            | 23 188       | 1 136 901              | 49,03             |
| 20. | Мета                      | Віявісенсіо            | 85 635       | 789 276                | 9,22              |
| 21. | Нариньйо                  | Пасто                  | 33 268       | 1 521 777              | 45,74             |
| 22. | Норте-де-Сантандер        | Кукута                 | 21 658       | 1 228 028              | 56,70             |
| 23. | Путумайо                  | Мокоа                  | 24 885       | 299 286                | 12,03             |
| 24. | Кіндіо                    | Арменія                | 1 845        | 518 691                | 281,13            |
| 25. | Рисаральда                | Перейра                | 4 140        | 863 663                | 208,61            |
| 26. | Сан-Андрес та Провіденсія | Сан-Андрес             | 52           | 59 573                 | 1145,63           |
| 27. | Сантандер                 | Букараманґа            | 30 537       | 1 916 336              | 62,75             |
| 28. | Сукре                     | Сінселехо              | 10 917       | 765 285                | 70,10             |
| 29. | Толіма                    | Ібаге                  | 23 562       | 1 335 177              | 56,67             |
| 30. | Вальє-дель-Каука          | Калі                   | 22 140       | 4 060 196              | 183,39            |
| 31. | Ваупес                    | Міту                   | 54 135       | 27 124                 | 0,50              |
| 32. | Вічада                    | Пуерто-Карреньйо       | 100 242      | 55 158                 | 0,55              |
| 33. | Столичний округ           | Богота                 | 1 776        | 7 363 762              | 4146,26           |
|     | всього                    |                        | 1 141 975    | 42 730 570             | 37,42             |

## Міжнародні відносини
Колумбія має розвинуті зовнішні зв'язки з більшістю країн світу. 

### Відносини з Україною
Дипломатичні відносини Колумбії і України встановлені 18 серпня 1992 р.

## Національна кухня
Колумбійська кухня багата і різноманітна, в кожному регіоні своя, кухня представлена стравами з птиці, свинини, картоплі, рису, бобових і супів:
- Ахіако — суп з курчам, картоплею й овочами, популярний у Боготі, який подається зі сметаною, качаном кукурудзи й каперсами, «арепас»;
- Арепа — несолоні кукурудзяні коржі, що подаються замість хліба під суп;
- Аррос-кон-коко — рис, приготовлений у кокосовій олії, делікатес узбережжя;
- Бандеха пайса — (страва з яловичого фаршу, сосисок, бобових, рису, бананів і авокадо), — м'ясна страва з маніоком, рисом, смаженим подорожником і квасолею — що подається в Медельїні;
- Касуела-де-маріскос — тушковані морепродукти — На узбережжі Карибського моря дуже багато страв готується з морських продуктів. Наприклад, страви з лобстера (морського рака) славляться своїм ароматом.
- Орміга кулона — незвичайна страва, характерна для Сантандера, з особливого виду смажених мурашок,
- Лечона — запечене цілим поросятко з рисом, характерне для Толіми.

У багатьох ресторанах подають недорогі страви, наприклад — комідас корр'єнтес — шматок смаженого м'яса з бобами і рисом. Вражає різноманітність фруктів, можна замовити каву і пиво.
У ресторанах подаються страви міжнародної кухні, обслуговування за столиком — норма. Місцевих страв багато, і вони смачні, відчувається присутність іспанських традицій.
Колумбійці рідко вживають алкоголь з м'ясом. Безалкогольні газовані напої називають «Гасеоса». Попросите «тінто» і вам можуть подати чашечку чорної кави, це слово означає і червоне вино або «вино тінто». Колумбійські вина невисокої якості. Чилійські й Аргентинські вина можна придбати в ресторанах за доступними цінами. В Колумбії виробляється безліч марок рому. Можна порекомендувати «канеласо» — коктейль на основі рому, який п'ють і гарячим, і холодним. Тимчасових обмежень для продажу алкогольних напоїв немає.

## Культура

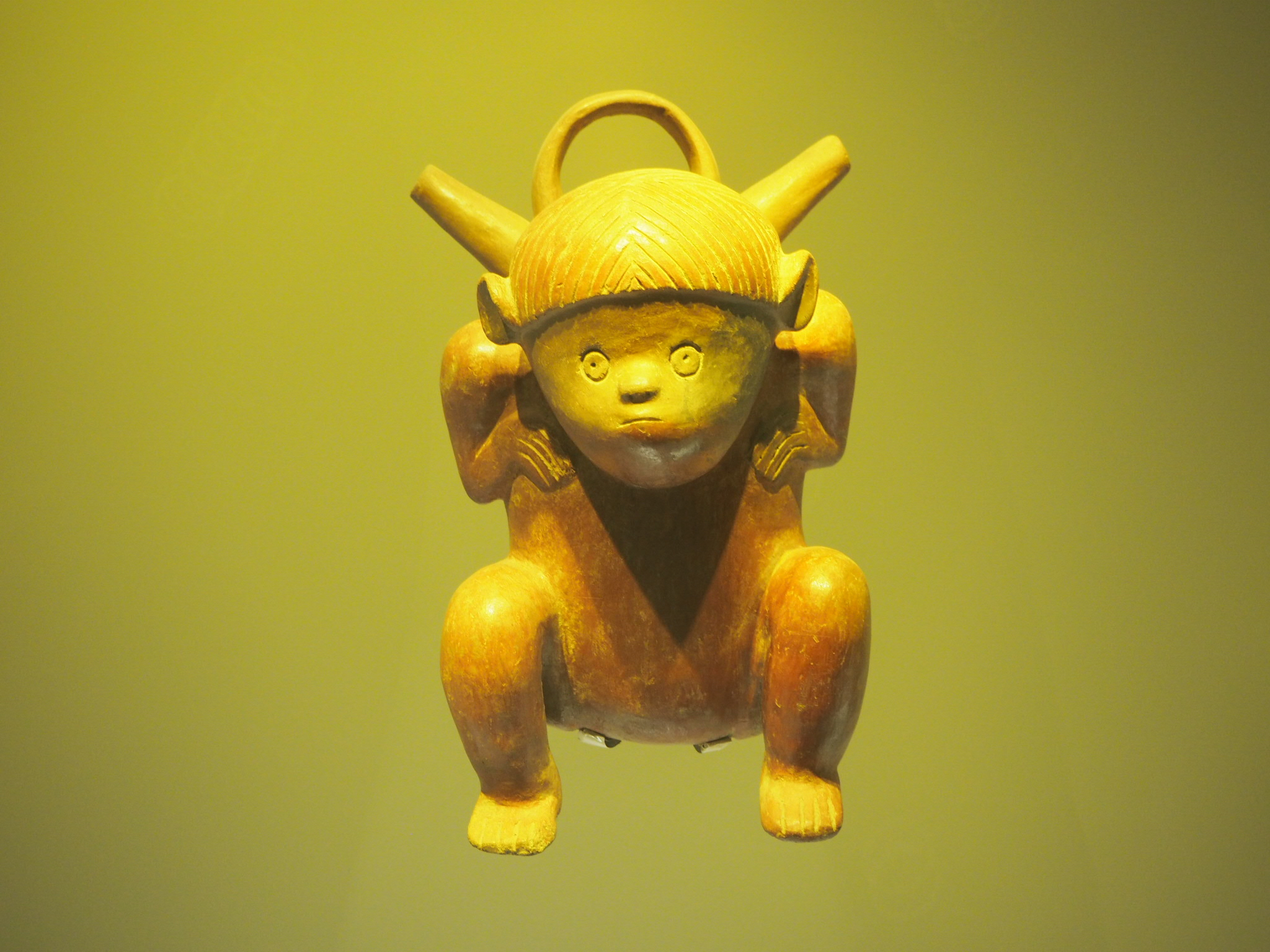
Золота статуетка роботи корінного народу Колумбії доколумбової епохи

Культура Колумбії знаходиться на перехресті культур латинської Америки та відзначається неймовірною багатогранністю. Європейський вплив, африканський, вплив корінних американців, вплив Близького Сходу та інші латино-американські культурні впливи, такі як Мексиканський і Карибський є добре відчутними у сучасній культурі Колумбії. Географія країни та роки соціальної та політичної екстабільності фрагментували її на п'ять культурних областей, які також відповідають національним районам Колумбії.
Внутрішні міграції, індустріалізація, глобалізація та інші політичні та соціально-економічні проблеми роками змінювали колумбійський стиль життя.

### Співаки
Однією з найвідоміших співачок є Шакіра. Популярність у всьому світі (і в першу чергу в США) до неї прийшла після випуску англомовного альбому. Гурт Los Iankovers заснований у 2018 році колумбійським українцем Янко-Богданом Пеньяфорт-Лобунцем (мама Наталія — приїжджа, українка, родом із Києва, а тато Хав'єр — місцевий, колумбієць із Боготи) відомий у Європі та в Україні.